# 日曜スタジオパーク
『日曜スタジオパーク』（にちようスタジオパーク）は、NHK総合テレビジョンで2003年4月6日から2006年3月19日まで放送された広報番組である（不定期で一部地域が休止となる場合もあった）。略称は「日曜スタパ（「日スタ」とも）」。

## 概要
内容としては『土スタ』とほぼ同じく、NHKが近日中に放送が予定されるか、現在放送中の番組の見所を中心にゲストを交えてその関連の話題を展開していく。また、サブタイトルに「あなたの声に答えます」とあるように、NHKの経営・あるいは番組内容に対する問い合わせについて、担当職員が回答する場合もある。
『永井多恵子のあなたとNHK』を放送する関係で、毎月第1日曜日は休止となる。同時に『土スタ』と同じサブタイトル「あなたの声に答えます」がついた。
2006年4月から2007年3月まで第2週以後の日曜日にも15分枠で『あなたとNHK』が放送されたが、これ以後はバラエティ色の強い内容の番組宣伝形式はやめて、自己検証番組に特化する形となった。

## 放送時間
- 2003年4月6日 - 2004年3月21日：日曜日 11:25 - 11:50
- 2004年4月4日 - 2006年3月19日：日曜日 11:00 - 11:30

## 司会
2003年度
- 武内陶子
- 高山哲哉
- テツandトモ

2004年度
- 高市佳明
- 住吉美紀
- テツandトモ

2005年度
- 阿部渉
- 松岡洋子
- マイケル

## その他のレギュラー出演
- 賀集利樹（2004年4月 - 2005年3月、ミニコーナー「がんばれ!利樹君」に出演）

## 備考
- 後年、武内と住吉は平日放送の『スタジオパークからこんにちは』の司会、高山は『土曜スタジオパーク』の司会も担当。
- テツandトモは2005年5月1日にゲストとしても出演。
- 2003年5月4日は『ふれあい広場へようこそ デジタル放送 ふれあい広場2003』が放送された為、通常の日スタは休止となったが、番組の進行は当時の日スタ司会の武内、高山で行われた。前日の5月3日の進行も当時の土曜スタジオパーク司会の宮本隆治、小野文惠、仲根かすみが担当。なお、仲根は4日のクイズコーナーの回答者としても出演していた。
- 2003年度司会メンバーは当時の他のNHK番組でも4人一緒に共演することがあり、第54回NHK紅白歌合戦では武内が総合司会、高山が白組司会、テツandトモが白組歌手としてそれぞれ出演。また、2004年2月1日放送の『おーい、ニッポン〜今日はとことん東京都〜』には日スタからの延長という形で4人全員出演した。